# Oto V de Brandemburgo-Salzwedel
Otão V, chamado o Longo (cerca de 1246 - 1298), era filho de Otão III de Brandemburgo e de Beatriz da Boémia. Otão sucedeu ao seu pai em 1267 como marquês de Brandemburgo. Foi regente de Venceslau II da Boémia de 1278 a 1283. Ele estava em guerra constante com o Ducado da Pomerânia, Polónia e Mecklemburgo, ao longo de várias disputas territoriais. Ele incorporou Schivenbein, Perleberg, Wesenberg, Parchim e Penzlin, em Brandemburgo.
Otão casou-se em 1268 com Judite de Heneberga (c. 1252-1312), filha do conde Hermano I de Heneberga-Coburgo e Margarida de Heneberga, e foi pai de:
- Otão (m.1295)
- Alberto (m.1295)
- Hermano de Brandemburgo (1273-1308)
- Beatriz (m.1316), casada em 1281 com o duque Bolko I de Schweidnitz-Jawor (m.1301), e em 1308, com o Duque Vladil de Bytom
- Matilde (m.1298), casada em 1287, com Henrique IV da Polônia. (m.1290)
- Judite (m.1328), casada em 1300, com o Eleitor Rodolfo da Saxónia (m.1356).